# 木柵機廠

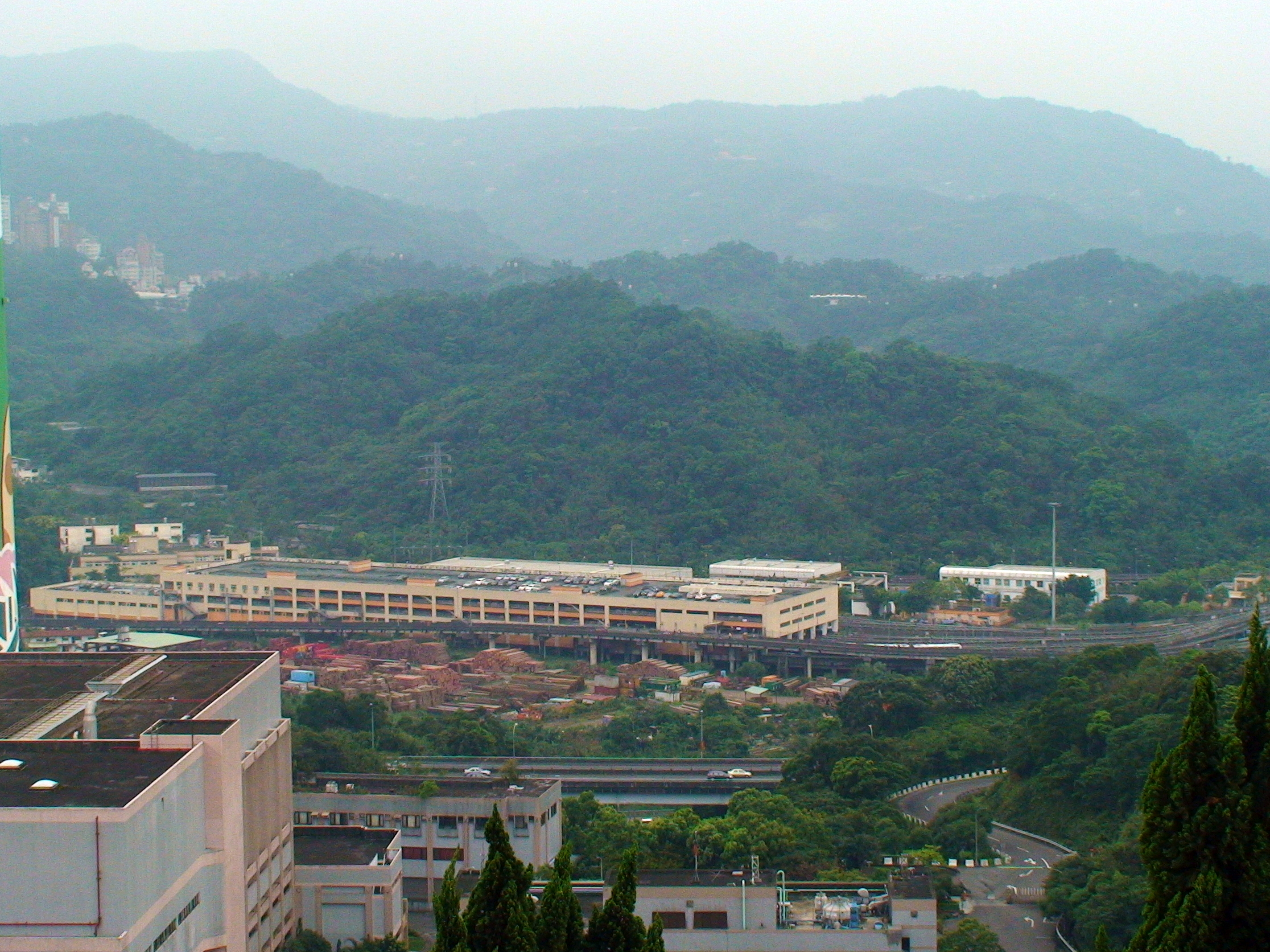
木柵機廠全景

木柵機廠（英語：Muzha Depot）位於台灣台北市文山區動物園站附近，台北市立動物園東北側，為台北捷運文湖線的機廠之一。原為木柵線的五級機廠，在內湖線與內湖機廠啟用後，現為文湖線的三級機廠，地址是台北市文山區新光路二段21號。

## 機廠概要
在內湖機廠尚未啟用之前，所有的中運量列車皆須在此維修、停放。機廠內設有原木柵線的中運量行車控制中心，內湖線通車後改為文湖線的備用行控。另外也有供應電聯車和機廠營運用之變電站。

## 機廠位置與結構

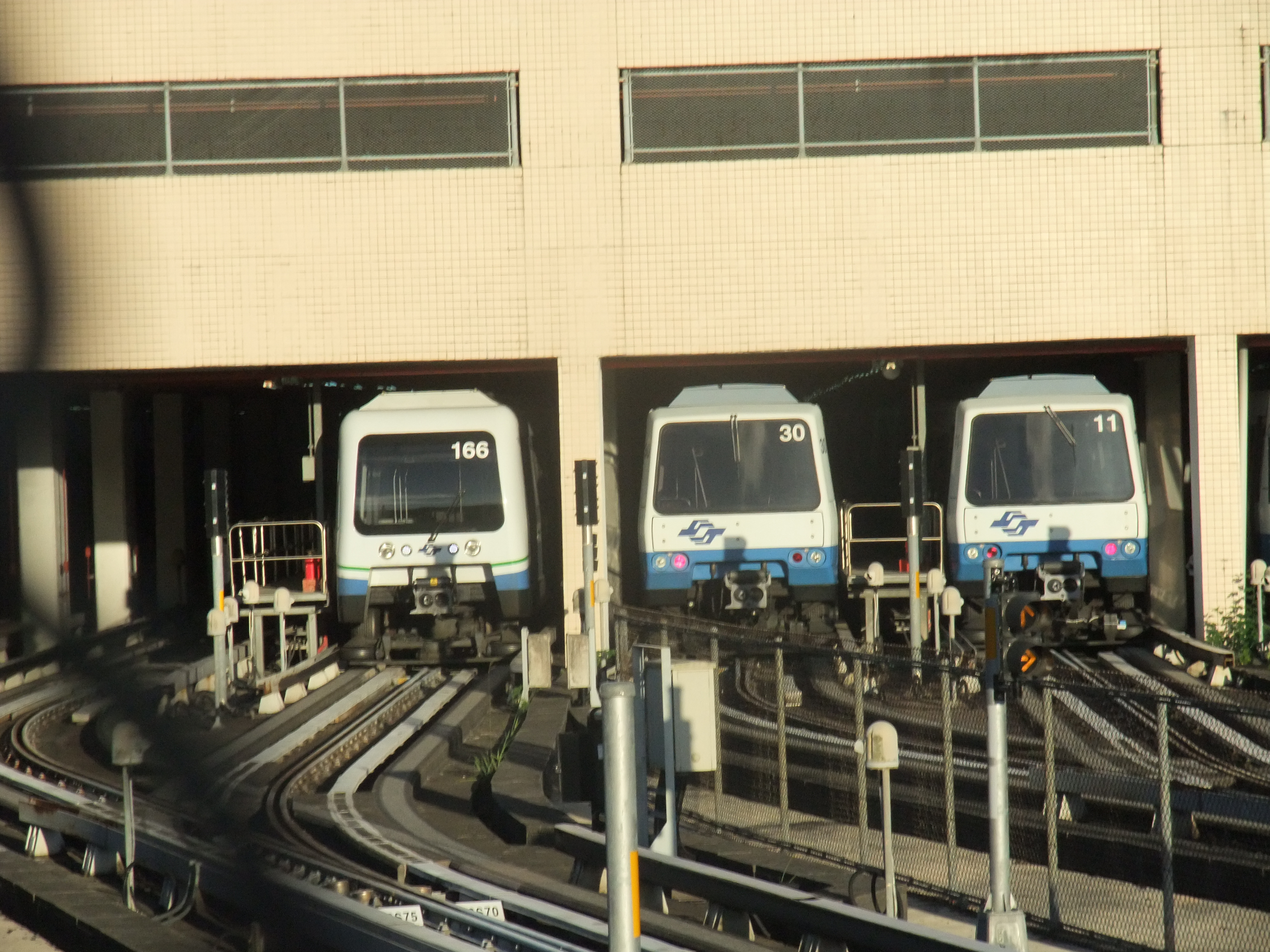
停放在木柵機廠的馬特拉VAL256型電聯車與龐巴迪INNOVIA APM 256型電聯車

- 地理位置：位於台北市文山區新光路二段，與景美溪間。
- 廠房規模：三級修護廠。
- 主要功能：車輛儲存、維修、行控、清洗、沿線道旁維修及零件倉儲等。
- 面積：6.2公頃。
- 廠房：內有駐車場、工作廠、機電房、行控中心、牽引變電站、主變電站、緊急供電及抽水站、測試軌道等。
- 駐車軌數：12條。
- 駐車容量：可容納84對車。

## 歷史
- 1996年3月28日：木柵機廠隨著木柵線通車，正式投入調度。
- 2023年8月22日：木柵機廠因受雷擊造成電源喪失觸發文湖線列車自趨安全設計功能，導致全線緊急停車，暫時停止運轉約40分鐘。[1]

## 外部連結
- 木柵線工程總報告—機廠工程（台北市政府捷運工程局東區工程處）
- （页面存档备份，存于） 20180818 台北捷運蘆洲機廠參訪 [8:29]顯示

1. ↑  .   [2023-08-23]. （原始内容存档于2023-08-24）.